# The Pogues
The Pogues sono un gruppo musicale folk punk anglo-irlandese attivo negli anni ottanta e anni novanta. Shane MacGowan, il cantante e frontman, descriveva lo stile dei Pogues come «musica irlandese per un giovane pubblico rock».

## Storia del gruppo

### Le origini
Il primo gruppo di Shane MacGowan è fondato in piena epoca punk e prende il nome di Nipple Erectors con MacGowan "auto ribattezzatosi" Shane O'Hooligan; presto il nome viene abbreviato in Nips.
I Pogues vengono fondati a King's Cross, un distretto a Nord di Londra nel 1982 come Pogue Mahone, anglicizzazione dell'irriverente espressione gaelica irlandese póg mo thóin ("baciami il sedere") - creano subito un genere proprio, suonano musica folk irlandese con un approccio decisamente punk rock. Accanto a strumenti usuali quindi del primo genere, come flauto, banjo, mandolino, fiddle e fisarmonica appaiono quindi percussioni e strumenti a corda più innovativi, che sfociano in canzoni da ritmi molto veloci, tradizionali e brani originali.
L'idea nasce quando MacGowan, ispirato da una versione di Wild Rover dei Jeep che ha visto dal vivo in un pub a West Drayton, canta una versione accelerata di un tradizionale irlandese davanti a Stacy, che ne rimane impressionato.
I fondatori sono quindi Shane MacGowan (voce e chitarra folk), Jeremy "Jem" Finer (banjo), Spider Stacy (flauto), che suonano per un periodo nei pub di Londra, in giro per il Regno Unito, come buskers (suonatori di strada) e anche in Francia.
Si aggiungono poi James Fearnley (fisarmonica), Andrew Ranken (percussioni), Cait O'Riordan (basso)

### La scelta del nome e il primo album in studio
La band inizia a incidere brani autoprodotti e presto si fa un nome concludendo con l'apertura dei concerti dei Clash nel tour del 1984. Il nome originale viene accorciato in Pogues quando la band firma un contratto con la casa discografica Stiff Records, scelta di origine commerciale in quanto in radio sarebbe difficile far passare brani di una band con un nome così volgare.
Nell'ottobre del 1984 pubblicano il loro primo album Red roses for me in cui dimostrano già di saper manipolare la materia folk, dandole nuova vita grazie a una prorompente carica punk.

### Successo e decadenza
Nel 1985 si aggiunge alla band anche Philip Chevron (chitarra) e, sotto la produzione artistica del padre del punk e della new wave Elvis Costello, registrano il secondo album intitolato Rum, Sodomy & the Lash (rum, sodomia e frusta) da un commento attribuito (forse falsamente) a Winston Churchill riguardante le tradizioni più radicate della Marina Reale Britannica.
In copertina i volti dei naufraghi de Il naufragio del Medusa di Géricault sono sostituiti dai volti dei membri della band.
MacGowan affina le sue abilità di autore dei testi, dando voce a un insieme di ultimi e sbandati. Il disco contiene inoltre il brano Dirty Old Town di Ewan McColl e la ormai tradizionale ballata antimilitarista australiana And The Band Played Waltzing Matilda di Eric Bogle.
Nell'anno successivo però, i Pogues non sanno approfittare del momento propizio generato dal successo dell'album e rifiutano di pubblicare l'album successivo (pubblicano invece un EP di 4 tracce Poguetry in Motion), Cait O'Riordan sposa Costello e lascia il gruppo e viene sostituita dal bassista Darryl Hunt, inoltre si aggiunge il polistrumentista Terry Woods, proveniente dagli Steeleye Span.
Oltre a questo, sulla band pesa il carattere eccentrico e scorbutico di MacGowan, principale autore dei testi, che va via via peggiorando. Infine nel 1987 la Stiff Records va in fallimento dopo aver pubblicato il singolo The Irish Rover con The Dubliners.

### Il ritorno
Nel 1988 la band pubblica If I Should Fall from Grace with God, disco, prodotto da Steve Lillywhite (produttore anche degli U2), in cui compare il pezzo Fairytale of New York, nel quale Shane MacGowan duetta con Kirsty MacColl (moglie di Lillywhite e figlia del cantautore Ewan McColl), che mescola una musica natalizia con un testo decisamente disilluso). 
"Tu, zotico, viscido/ perdente da quattro soldi" "Buon Natale, stronzo/prego Dio che sia l'ultimo insieme"»
(Fairytale of New York)
Dopo questo disco, incidono Peace and Love, sulla cui copertina appare un pugile la cui mano destra ha sei dita. In quest'album due pezzi che riassumono il forte legame di amore e odio tra gli irlandesi e l'Inghilterra, Misty Morning, Albert Bridge e London You are a Lady, e una canzone dedicata a un eroe della ribellione irlandese contro i conquistatori britannici, Young Ned of the Hill, e la ballata Lorelei, nella quale Philip Chevron duetta con Kirsty MacColl.
Peace and Love viene seguito da "Hell's Ditch" che sarà l'ultimo album in cui Shane Mc Gowan presterà la propria voce e il proprio genio alla band.
Il gruppo raggiunge l'apice del successo, con ben due dischi nella top five in U.K. al terzo e al quinto posto, ma le divergenze tra il gruppo e MacGowan, sempre meno affidabile anche per i suoi problemi con l'alcol, diventano sempre maggiori, finché questi lascia il gruppo nel 1991.

### La fine
Senza il cantante, nonché maggiore compositore, i Pogues si trovano in una fase di stallo. Per un breve periodo arriva come cantante Joe Strummer, ma poi Stacy diventa definitivamente il nuovo cantante, in alcuni brani sostituito da Terry Woods.
Seguono due album Waiting for Herb nel 1993, che contiene Tuesday Morning, il singolo più venduto dei Pogues, e Pogue Mahone nel 1995.
I Pogues si sciolgono nel 1996 per poi riunirsi solamente nel 2001.

### La reunion
I Pogues, con MacGowan alla voce, si riuniscono nel dicembre 2001 per un breve tour natalizio e nel 2004 per 9 date nel Regno Unito. Nel 2002 la rivista Q nomina i Pogues come una delle 50 band da vedere prima di morire. Nel 2005 si seguono una serie di date live: al Guilfest festival in Guildford, un mini tour in Giappone, dove nel 1991 i Pogues avevano suonato dal vivo per l'ultima volta insieme con MacGowan, in Spagna. Appaiono in alcune trasmissioni televisive sulla BBC, e suonano nel Regno Unito con i Dropkick Murphys a fare da gruppo spalla. Nel 2006 seguono un tour negli Stati Uniti e un altro in UK. Nonostante le voci insistenti di un nuovo album, per il momento, ancora non ci sono novità, ma non è escluso che in futuro i Pogues tornino con un nuovo disco.
Nel luglio 2007 uno dei componenti storici della band, Philip Chevron, abbandona temporaneamente la band per un cancro alla gola tornando però attivamente nel 2008. Il 4 ottobre del 2007 la band compie 25 anni, festeggiando l'evento con un tour natalizio nel Regno Unito e in Irlanda. Nel maggio 2008 esce un box set dal titolo Just Look Them in the Eye and Say...POGUE MAHONE!!. Nel cofanetto sono presenti 5 cd con brani inediti. Dal 2009 i Pogues acquisiscono così la possibilità di entrare nella Rock and Roll Hall of Fame. Il 13 giugno 2009 i Pogues partecipano al Rock in Idro a Milano, insieme a Social Distortion, Flogging Molly, Babyshambles e Gogol Bordello.
Nel 2012 i Pogues festeggiano i 30 anni di carriera con un doppio concerto filmato all'Olympia di Parigi nei giorni 11 e 12 settembre. Appena due mesi dopo il gruppo commercializza in formato audio e video la registrazione del concerto con il titolo The Pogues in Paris: 30th Anniversary concert at the Olympia. Nel dicembre del 2013, per festeggiare i 25 anni di Fairytale of New York, viene distribuita una speciale edizione limitata in vinile del brano. Il 15 maggio del 2013 sul sito ufficiale della band viene annunciato che Philip Chevron ha contratto nuovamente il cancro in una forma, questa volta, inoperabile. L'8 ottobre, a pochi giorni dall'annuncio di un tour nel Regno Unito interamente dedicato all'album Rum, Sodomy, and the Lash, il gruppo subisce un grave lutto con la morte di Philip Chevron.
Nell'agosto del 2022 scompare poi anche il bassista Darryl Hunt, mentre il 30 novembre 2023 viene data la notizia del decesso di Shane MacGowan, poco dopo essere tornato a casa dopo un ricovero in ospedale.

## Formazione

### Formazione attuale
- Spider Stacy - voce, tin whistle (1982–1996, 2001–presente)
- Jem Finer - banjo, mandolino, sassofono, ghironda, chitarra, voce (1982–1996, 2001–presente)
- Andrew Ranken - batteria, percussioni, armonica a bocca, voce (1982–1996, 2001–presente)
- James Fearnley - fisarmonica, mandolino, pianoforte, chitarra (1982–1993, 2001–presente)
- Darryl Hunt - basso, voce (1986–1996, 2001–2022)
- Terry Woods - mandolino, cetera, concertina, chitarra, voce (1986–1993, 2001–presente)

### Ex componenti
- Shane MacGowan - voce, chitarra, banjo, bodhrán (1982–1991, 2001–2023)
- Philip Chevron - chitarra, voce (1985–1994, 2001–2012; morto nel 2013)
- Cait O'Riordan - basso, voce (1982–1986, 2004)
- Joe Strummer - voce, chitarra (1991–1992; ha anche sostituito un sofferente Phil Chevron in un tour negli Stati Uniti nel 1987; morto nel 2002)
- Dave Coulter - mandolino, violino, ukulele, percussioni (1993–1996)
- James McNally - fisarmonica, flauti, percussioni (1993–1996)
- Jamie Clarke - chitarra, voce (1994–1996)

## Discografia

### Album in studio
- 1984 - Red Roses for Me
- 1985 - Rum, Sodomy, and the Lash
- 1988 - If I Should Fall from Grace with God
- 1989 - Peace and Love
- 1990 - Hell's Ditch
- 1993 - Waiting for Herb
- 1996 - Pogue Mahone

### EP
- 1986 - Poguetry in Motion
- 1988 - Yeah Yeah Yeah Yeah Yeah

### Live
- 2002 - Streams of Whiskey
- 2005 - The Ultimate Collection including Live at the Brixton Academy 2001
- 2012 - The Pogues in Paris: 30th Anniversary concert at the Olympia

### Raccolte
- 1991 - Essential
- 1991 - The Best of the Pogues
- 1992 - The Rest of the Best
- 2001 - The Very Best of the Pogues
- 2005 - Dirty Old Town
- 2008 - Just Look Them in the Eye and Say...POGUE MAHONE!!
- 2013 - 30 Years - Box Set